# Michelstetten (Gemeinde Asparn an der Zaya)
Michelstetten ist ein Dorf, eine Katastralgemeinde und eine bis Ende 1971 eigenständige Gemeinde in der Marktgemeinde Asparn an der Zaya im Bezirk Mistelbach in Niederösterreich. Das Mehrstraßendorf am nördlichen Abhang der Leiser Berge hat 219 Einwohner (Stand 1. Jänner 2024).

## Geschichte
Die Gegend wurde seit der Jungsteinzeit immer wieder besiedelt. So wurde auf dem Halterberg an der Straße Michelstetten-Niederleis eine Wallanlage mit zwei Wällen und am Steinmandl („alte Stadt“) eine mächtige Ringwallanlage mit neolithischen, bronze- und urnenfeldzeitlichen Funden freigelegt.
Nachgewiesen ist ein Herrschaftsgeschlecht der Michelstettner ab 1128. Es kam zu einem häufigen Besitzerwechsel. Oswald von Mor baute zwischen 1530 und 1550 das mittelalterliche Herrschaftshaus im Zentrum des Ortes in ein Renaissanceschloss um. 1673 ging es in den Besitz der Grafen von Sinzendorf über. Nach einem Brand 1893 ist das Schloss in einem ruinösen Zustand.
Die Pfarre wurde 1128 von Ernst I. von Hohenburg-Wildberg durch Ausscheiden aus der Mutterpfarre Oberleis gegründet. In der Reformationszeit war die Pfarre von 1571 bis 1627 protestantisch und wurde erst 1760/1761 wieder neu errichtet.
Mit 1. Jänner 1972 wurden im Zuge der Niederösterreichischen Kommunalstrukturverbesserung die bis dahin selbständigen Gemeinden Olgersdorf und Michelstetten nach Asparn an der Zaya eingemeindet.

## Kultur und Sehenswürdigkeiten

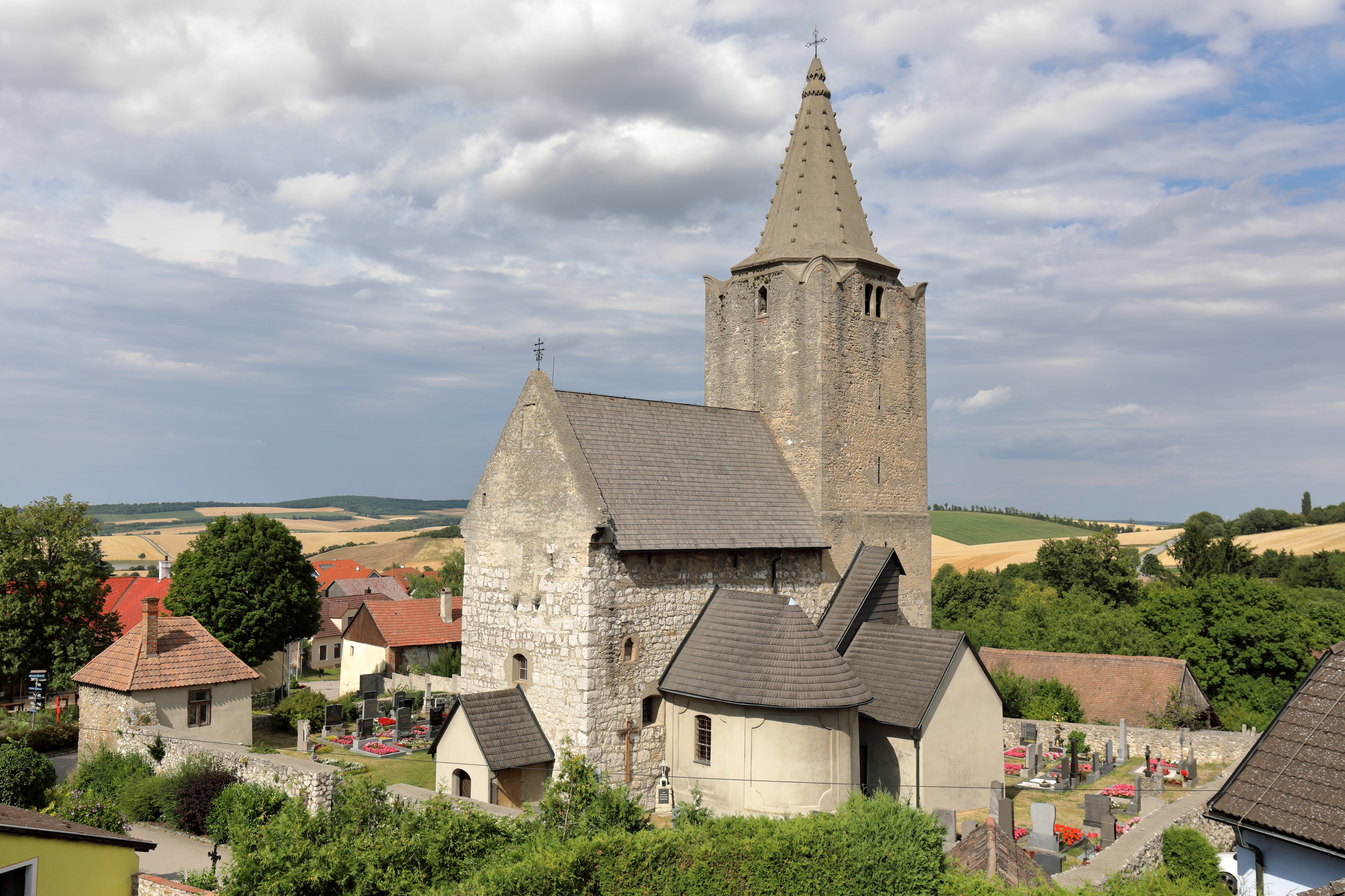
Pfarrkirche Michelstetten

- Katholische Pfarrkirche Michelstetten hl. Veit
- Schulmuseum Michelstetten

Auf 800 m² und in historischen Klassenzimmern erfolgt die Dokumentation des österreichischen Schulwesens von frühen Klosterschulen über die Maria-Theresianische Schulordnung, Schulreform und Nationalsozialismus bis zum Schulgesetzwerk 1962.
Das Niederösterreichische Schulmuseum in der stillgelegten Volksschule von Michelstetten wurde auf Initiative von Oberstudienrat und Volksschuldirektor Rudolf Lukschanderl gegründet und 1980 mit der Bezeichnung „Vom Römergriffel zum Reichsvolksschulgesetz“ als Außenstelle des Weinlandmuseums Asparn eröffnet. Ab 2005 erfolgte eine Neugestaltung und ein Umbau des Museums, den das Land Niederösterreich mit 290.000,- Euro unterstützte und unter dem Namen Michelstettner Schule fand am 14. April 2007 die Wiedereröffnung statt.